# Torres de Barbués
Torres de Barbués és un municipi aragonès situat a la província d'Osca i enquadrat a la comarca dels Monegres.